# Hugues-Thibault-Henri-Jacques de Lezay de Lusignan
Hugues-Thibault-Henri-Jacques de Lezay de Lusignan est un homme politique français né le 22 décembre 1749 à Paris et décédé le 10 février 1814 à Paris.

## Historique
Colonel du régiment de Flandres-infanterie, il est député de la noblesse aux États généraux de 1789 pour la ville de Paris. Il approuve les réformes et siège avec les partisans de la monarchie constitutionnelle. Il est promu maréchal de camp en mai 1790. Parti un temps en Angleterre, puis à Abbeville, il obtient sa radiation de la liste des émigrés en 1800.

## Sources
- « Hugues-Thibault-Henri-Jacques de Lezay de Lusignan », dans Adolphe Robert et Gaston Cougny, Dictionnaire des parlementaires français, Edgar Bourloton, 1889-1891 [détail de l’édition]